# Veronica taiwanica
Veronica taiwanica är en grobladsväxtart som beskrevs av Yamazaki. Veronica taiwanica ingår i släktet veronikor, och familjen grobladsväxter. Inga underarter finns listade i Catalogue of Life.